# Эллена, Жан-Клод
Жан-Клод Эллена́ (фр. Jean-Claude Ellena; род. 7 апреля 1947, Грас, Франция) — французский парфюмер-минималист. В течение 14 лет был главным парфюмером французского Дома высокой моды Hermès. С 2019 года «директор по созданию новых ароматов» компании Le Couvent. Является первым учеником школы парфюмеров Givaudan. Последователь парфюмера Эдмона Рудницка.

## Биография
Жан-Клод Эллена родился 7 апреля 1947 года в Прованском городе Грас, в семье парфюмера. С самых ранних лет он занимался сбором цветов жасмина (для дальнейшей их продажи парфюмерам) вместе со своей бабушкой.
В возрасте 16 лет Эллена стал учеником при заводе Антуана Шири (фр. Antoine Chiris) по производству эфирных масел для парфюмеров, работал в ночную смену.
В 17 лет Жан-Клод Эллена начал создавать свои первые композиции под руководством своего отца, который был его первым учителем.
В 1968 году он стал первым студентом парфюмерной школы, созданной в Женеве швейцарской компанией Givaudan, одним из старейших предприятий по производству духов. Окончив в 1976 году обучение в школе Givaudan, Эллена и ещё двое парфюмеров поступили на работу в Lautier.
В 1983 году Эллена стал главным парфюмером Givaudan Paris, а также членом группы Roure-Givaudan, затем работал в парижском филиале фирмы Haarmaan & Reimer, которая впоследствии, в 2003 году, вместе с Dragoco образовала Symrise.
В 1990 году Жан-Клод Эллена выступил одним из основателей архива ароматов Osmothèque в Версале.
В 2000 году создал свою собственную парфюмерную фирму — The Different Company. Под этой маркой было выпущено четыре его творения (см. список ниже), после чего главным парфюмером стала его дочь — Селин Эллена (фр. Céline Ellena).
Спустя год работы уже в «Symrise», в 2004 году Жан-Клод Эллена был приглашён на работу парфюмером в Дом высокой моды Hermès. Жан-Луи Дюма (фр. Jean-Louis Dumas) и Вероника Готье (фр. Véronique Gautier) назначили его главным «носом» дома.
В 2019 году получил должность «директора по созданию новых ароматов» в компании Le Couvent.
Жан-Клод Эллена создавал ароматы для таких известных брендов, как «Van Cleef & Arpels», «Yves Saint Laurent», «Cartier» и «Bvlgari». 
Практически каждый аромат парфюмера заслужил высокой оценки парфюмерных критиков и приходится по нраву покупателям продукции, к созданию которой он приложил свою руку.

## Стиль работы
Эллена испытал сильное влияние французского парфюмера русского происхождения Эдмона Рудницка (фр. Edmond Roudnitska), в основном благодаря его статье, которую молодой парфюмер Эллена прочел в одном из журналов, который дал ему отец.

По словам самого парфюмера, все композиции он привык писать цельно, не разбивая их на ноты головы, сердца и базы:

Я предлагаю сразу весь аромат: вы вдыхаете весь букет целиком, потом мало-помалу ароматы растворяются, уходят, оставляя след в вашей душе.
Характерной чертой ароматов, которые были созданы парфюмером, является их натуральное «природное» звучание, однако, по словам самого Жана-Клода Эллена, он не стремится точно копировать природу, но выражает то, как он воспринимает её, создавая лишь иллюзию её присутствия.

Будучи минималистом, парфюмер играет не с бесчисленным количеством компонентов, а с лишь определёнными материалами, придавая им различное звучание благодаря игре пропорций и приданию им определённых оттенков. Парфюмер зачастую сравнивает аромат с цветом или целой картиной, так как это помогает ему сосредоточиться на результате, который он должен получить.

## Отзывы
Во втором фильме документального цикла BBC «Духи: Воспоминания во флаконе» (англ. “Perfume: Bottling the memory”) парфюмера сравнивают с одним из персонажей «Звёздных войн»: «Он — Оби-Ван Кеноби ароматов» (ориг. англ. “He is Obi-Wan Kenobi of fragrance”).

## Ароматы, созданные парфюмером

### Для «Hermès»

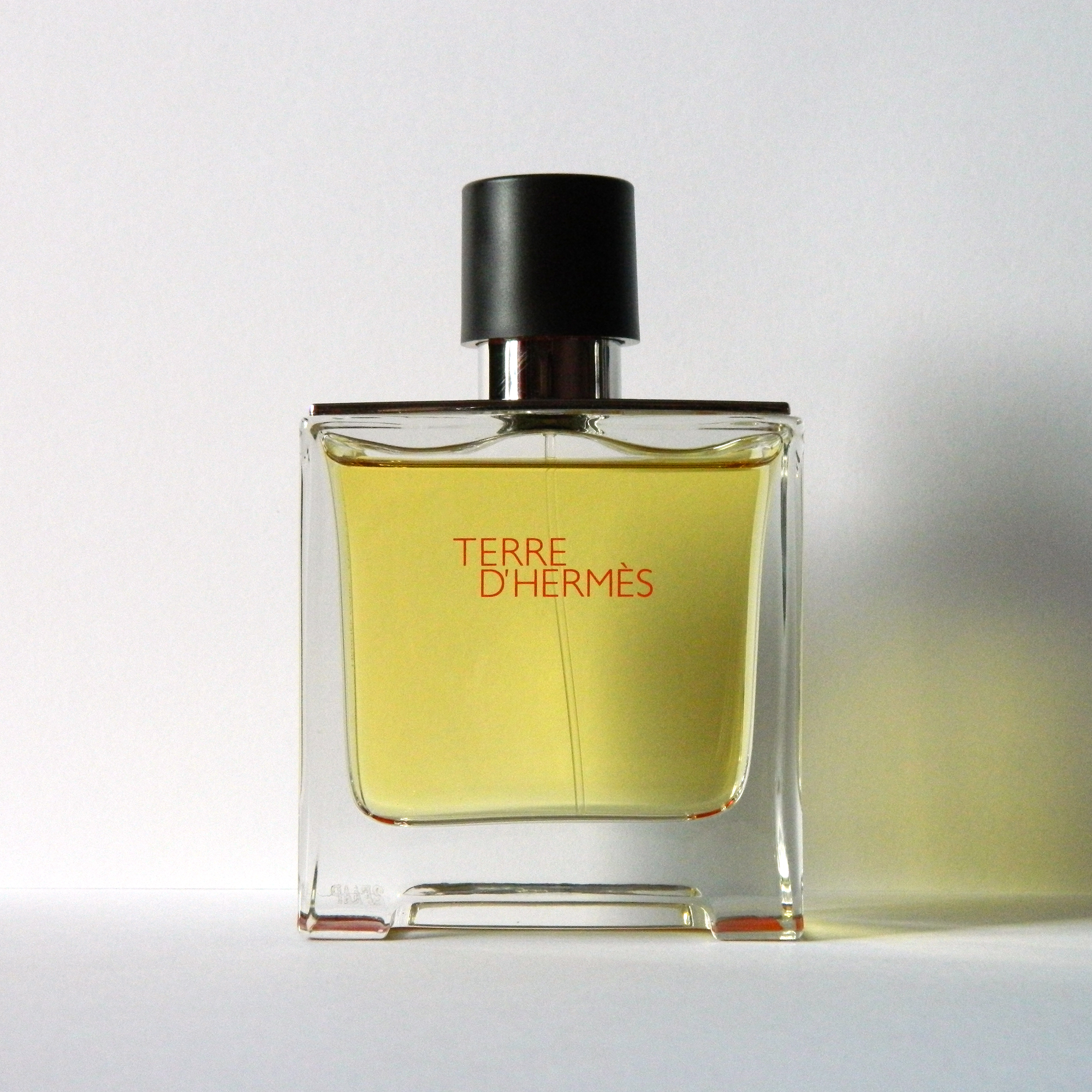
Фотография флакона Terre d’Hermès (Parfum)

- Collection Hermessence (только в фирменных бутиках “Hermès”)
- Un Jardin en Méditerranée (2003)
- Un Jardin sur Le Nil (2005)
- Élixir des Merveilles (2006)
- Terre d'Hermès (2006)
- Kelly Calèche (2007)
- Un Jardin après la Mousson (2008)
- Cologne Eau de pamplemousse rose (2009)
- Cologne Eau de gentiane blanche (2009)
- Voyage d'Hermès (2010)
- Eau claire des Merveilles (2011)
- Un Jardin sur le Toit (2011)
- Cologne Eau de mandarine ambrée (2013)
- Cologne Eau de narcisse bleu (2013)
- Jour d'Hermès (2013)
- Le Jardin de Monsieur Li (2015)

### Для «Bvlgari»
- Eau Parfumée au Thé Vert (1992)
- Eau Parfumée au Thé Vert Extrême (1996)

### Для «Éditions de Parfums Frédéric Malle»
- Angéliques sous la Pluie (2000)
- Cologne Bigarade (2001)
- Bigarade Concentrée (2002)
- L'Eau d'Hiver (2003)

### Для «L’Artisan Parfumeur»
- L'eau du Navigateur (1980)
- La Haie Fleurie du Hameau (1980)
- Ambre Extrême (2001)
- Bois Farine (2003)

### Для «Van Cleef & Arpels»
- First (1976)
- Miss Arpels (1994)

### Для «The Different Company»
- Bois d’Iris (2000)
- Osmanthus (2001)
- Rose Poivrée (2001)
- Bergamote (2004)

### Прочие
- Eau de Campagne (1974) для «Sisley»
- L'Or Noir (1980) для «Pascal Morabito»
- Rumba (1988) для «Balenciaga» (в сотрудничестве с Роном Уиннеградом)
- Globe (1990) для «Rochas»
- Déclaration (1998) для «Cartier»
- In Love Again (1998) для «Yves Saint Laurent»
- Aromantic (1999) для «Decléor»
- Bazar Femme (2002) для «Christian Lacroix» (в сотрудничестве с Бертраном Дюшофуром и Эмили Копперман)
- Dia Woman (2002) для  «Amouage»
- Blanc (2003) для «Paul & Joe»
- Colonia Assoluta (2003) для «Acqua di Parma» (в сотрудничестве с Бертраном Дюшофуром)
- Emporio Armani Night for her (2003) для «Armani» (в сотрудничестве с Лукасом Сьёзаком)
- Eau de Lalique (2003) для «Lalique» (в сотрудничестве с Эмили Копперман)